# Formula 1 sezona 2007
Sezona Formule 1 2007 je bila oseminpetdeseta sezona svetovnega prvenstva Formule 1 pod okriljem FIE. Začela se je 18. marca 2007 z dirko za Veliko nagrado Avstralije, končala pa 21. oktobra 2007 s sedemnajsto dirko sezone za Veliko nagrado Brazilije. Dirkaški naslov je osvojil Finec Kimi Räikkönen, moštvenega pa Ferrari.

## Testiranja pred sezono

### Circuit de Catalunya
Testiranja za sezono 2007 so se začela novembra 2006 na dirkališču Circuit de Catalunya, kjer je testiralo deset od enajstih moštev. Fernando Alonso in Kimi Räikkönen sta imela do konca leta 2006 še veljavni pogodbi z Renaultom oziroma McLarnom, zato nista smela sodelovati. Manjkal je tudi Jenson Button, ki se je poškodoval pri dirkanju z gokarti. Lewis Hamilton se je prvič pojavil v dirkalniku McLarna, odkar je bil potrjen kot dirkač za sezono 2007.
Felipe Massa je s Ferrarijem postavil najhitrejši čas prvih dveh testnih dni. Tretji dan pa je najboljši čas postavil testni dirkač Ferrarija, Luca Badoer, čeprav je bil največje pozornosti deležen dvakratni prvak Mika Häkkinen, ki se je pridružil Hamiltonu in de la Rosi za enkratni test v McLarnu. Finec je bil po 79 odpeljanih krogih dobre tri sekunde počasnejši od Badoerja. Upal je, da bi McLarnu lahko še pomagal med zimskimi testiranji.
Velika sprememba v sezoni 2007 je tudi vrnitev le enega opremljevalca s pnevmatikami, ki bo Bridgestone. Možno je, da je bil tudi v tem razlog za najboljše čase na testiranjih Ferrarija, čeprav bodo pnevmatike za to sezono popolnoma nova konstrukcija, da bi zmanjšali prednost Bridgestonovih moštev iz sezono 2006 (Ferrari, Toyota, Williams, Midland/Spyker and Super Aguri).
Toyota je bilo edino moštvo na četrtem dnevu testiranj v Barceloni, ker je japonsko moštvo spustilo prvi dan testiranj. Oba dirkača, Ralf Schumacher in Jarno Trulli, sta postavila hitrejše čase kot Massa in Badoer v prvih treh dneh testiranj.

### Jerez
Testiranje se je nadaljevalo 6. decembra na dirkališču Jerez, ki se ga je udeležila večina moštev. Ferrarija, Massa in Badoer, sta bila na prvih dveh mestih prvega dne testiranj, tretji pa Lewis Hamilton z McLarnom. Drugi dan je Hamilton postavil najboljši čas, kar sekundo hitrejšega kot Giancarlo Fisichella z Renaultom.
Japonski moštvi Honda in Toyota sta končali na vrhu drugih dveh dni testiranj, Rubens Barrichello s Hondo in Franck Montagny s Toyoto. Heikki Kovalainen in Pedro de la Rosa sta postavila najboljša časa četrtega in petega dne testiranj. Zadnji dan testiranj je Fernando Alonso debitiral v McLarnu po dogovoru z Flaviem Briatorejem, kar pa ni pomenilo predčasne prekinitev Alonsove pogodbe z Renaultom.

## Dirkači in moštva
Naslednja moštva in dirkači bodo sodelovali v svetovnem prvenstvu Formule 1 v sezoni 2007. Dirkači so oštevilčeni glede na uraden seznam sodelujočih dirkačev FIE.
| Moštvo                      | Konstruktor | Šasija | Motor                    | Gume | Št | Dirkača                                       | Testni dirkač(i)                                                         |
| --------------------------- | ----------- | ------ | ------------------------ | ---- | -- | --------------------------------------------- | ------------------------------------------------------------------------ |
| Vodafone McLaren Mercedes   | McLaren     | MP4-22 | Mercedes FO 108T 2.4L V8 | B    | 1  | Fernando Alonso                               | Pedro de la Rosa Gary Paffett                                            |
| Vodafone McLaren Mercedes   | McLaren     | MP4-22 | Mercedes FO 108T 2.4L V8 | B    | 2  | Lewis Hamilton                                | Pedro de la Rosa Gary Paffett                                            |
| ING Renault F1 Team         | Renault     | R27    | Renault RS27 2.4L V8     | B    | 3  | Giancarlo Fisichella                          | Ricardo Zonta Nelson Piquet Jr.                                          |
| ING Renault F1 Team         | Renault     | R27    | Renault RS27 2.4L V8     | B    | 4  | Heikki Kovalainen                             | Ricardo Zonta Nelson Piquet Jr.                                          |
| Scuderia Ferrari Marlboro   | Ferrari     | F2007  | Ferrari 056 2.4L V8      | B    | 5  | Felipe Massa                                  | Luca Badoer Marc Gené                                                    |
| Scuderia Ferrari Marlboro   | Ferrari     | F2007  | Ferrari 056 2.4L V8      | B    | 6  | Kimi Räikkönen                                | Luca Badoer Marc Gené                                                    |
| Honda Racing F1 Team        | Honda       | RA107  | Honda                    | B    | 7  | Jenson Button                                 | Christian Klien James Rossiter                                           |
| Honda Racing F1 Team        | Honda       | RA107  | Honda                    | B    | 8  | Rubens Barrichello                            | Christian Klien James Rossiter                                           |
| BMW Sauber F1 Team          | BMW         | F1.07  | BMW P86/7 2.4L V8        | B    | 9  | Nick Heidfeld                                 | Sebastian Vettel Timo Glock                                              |
| BMW Sauber F1 Team          | BMW         | F1.07  | BMW P86/7 2.4L V8        | B    | 10 | Robert Kubica Sebastian Vettel                | Sebastian Vettel Timo Glock                                              |
| Panasonic Toyota Racing     | Toyota      | TF107  | Toyota RVX-07 2.4L V8    | B    | 11 | Ralf Schumacher                               | Franck Montagny Kohei Hirate Kamui Kobayashi                             |
| Panasonic Toyota Racing     | Toyota      | TF107  | Toyota RVX-07 2.4L V8    | B    | 12 | Jarno Trulli                                  | Franck Montagny Kohei Hirate Kamui Kobayashi                             |
| Red Bull Racing             | Red Bull    | RB3    | Renault RS27 2.4L V8     | B    | 14 | David Coulthard                               | Robert Doornbos Michael Ammermüller                                      |
| Red Bull Racing             | Red Bull    | RB3    | Renault RS27 2.4L V8     | B    | 15 | Mark Webber                                   | Robert Doornbos Michael Ammermüller                                      |
| AT&T WilliamsF1 Team        | Williams    | FW29   | Toyota RVX-07 2.4L V8    | B    | 16 | Nico Rosberg                                  | Narain Karthikeyan Kazuki Nakajima                                       |
| AT&T WilliamsF1 Team        | Williams    | FW29   | Toyota RVX-07 2.4L V8    | B    | 17 | Alexander Wurz Kazuki Nakajima                | Narain Karthikeyan Kazuki Nakajima                                       |
| Scuderia Toro Rosso         | Toro Rosso  | STR02* | Ferrari 056 2.4L V8      | B    | 18 | Vitantonio Liuzzi                             | Sébastien Bourdais                                                       |
| Scuderia Toro Rosso         | Toro Rosso  | STR02* | Ferrari 056 2.4L V8      | B    | 19 | Scott Speed Sebastian Vettel                  | Sébastien Bourdais                                                       |
| Spyker F1 Team              | Spyker      | TBA    | Ferrari 056 2.4L V8      | B    | 20 | Christijan Albers                             | Mohamed Fairuz Fauzy Giedo van der Garde Adrián Vallés Markus Winkelhock |
| Spyker F1 Team              | Spyker      | TBA    | Ferrari 056 2.4L V8      | B    | 21 | Adrian Sutil Markus Winkelhock Sakon Yamamoto | Mohamed Fairuz Fauzy Giedo van der Garde Adrián Vallés Markus Winkelhock |
| Lucky Strike Super Aguri F1 | Super Aguri | SA07*  | Honda                    | B    | 22 | Takuma Sato                                   | Sakon Yamamoto                                                           |
| Lucky Strike Super Aguri F1 | Super Aguri | SA07*  | Honda                    | B    | 23 | Anthony Davidson                              | Sakon Yamamoto                                                           |

## Poročilo
Sezona 2007 se je začela v Avstraliji, na progi Albert Park. Zmagovalec dirke je bil Finec Kimi Raikkonen s Ferrarijem, ki je zmagal na svoji prvi tekmi z italijanskim moštvom. Drugi je na cilj prispel Španec Fernando Alonso, tretji pa je bil McLarnov debutant Lewis Hamilton. Felipe Massa, moštveni kolega Kimija Raikkonena, je kljub temu, da je štartal šestnajsti, dirko zaključil na šestem mestu. McLaren je prevzel vodstvo v konstruktorskem prvenstvu, in sicer s 14 točkami, drugi pa je bil Ferrari le s točko manj. V Maleziji na progi Sepang je Felipe Massa dosegel najbolši štartni položaj. Premagal je Alonsa, Raikkonena in Hamiltona. Na štartu pa Massa ni bil dovolj hiter in Alonso je prevzel vodstvo. Odlično je štartal Hamilton, ki se je iz četrtega povzpel na drugo mesto. Dirka se je zaključila z McLarnovim dvojnim uspehom, tj. s prvim in drugim mestom ali z "doppietto", kot temu pravijo Italijani. Tretji je bil Finec Raikkonen, Massa pa je zasedel le peto mesto, potem ko je na začetku dirke zgrešil s prehitevanjem na Hamiltona in končal izven proge. V Bahrajnu je Massa zopet štartal iz pole positiona, vendar mu je tokrat uspelo zmagati. Naredil je tako imenovani hat trick, to se pravi pole position, najhitrejši krog in zmaga. Drugo mesto je spet zasedel Hamilton, tretje pa Raikkonen. Alonso je bil šele peti, ker ga je Heidfeld z BMW-jem odlično prehitel po zunanji strani četrtega ovinka. Stanje po treh dirkah je bilo izenačeno, Raikkonen, Alonso in Hamilton so vodili z 22 točkami, za njimi pa je bil Massa, ki jih je imel 17. McLaren je vodil konstruktorsko prvenstvo s 44 točkami, Ferrari je bil drugi z 39. V Španiji je Massi uspel neverjeten podvig, da je tretjič zapored štartal iz pole-positiona. Na štartu ga je Alonso skoraj prehitel, vendar se Massa ni pustil in Alonso je moral sekati ovinek po pesku. To sta izkoristila Hamilton in Raikkonen, zadnji pa je kmalu odstopil zaradi tehnične težave. Zmagovalec dirke je bil Massa, pred Hamiltonom in Alonsom. Naslednja dirka na programu je bila slavna ulična proga v Monaku. Na tej progi sta McLarna dobesedno letela in zasedla prvo in drugo mesto na kvalifikacijah. Massa se je moral sprijazniti s tretjim mestom, Raikkonen pa je po napaki štartal iz ozadja. Dirka se je začela in stanje se na vrhu ni spremenilo. McLarna sta povedla in tudi zmagala dirko, z Alonsom, ki je slavil že drugo zmago v tej sezoni, pred Hamiltonom. Massa, ki je bil tretji, je imel za vodilnima zaostanek, ki je bil večji od minute. Raikkonenu je uspelo zasesti osmo mesto, in tako je osvojil vsaj točko, ki se je potem izkazala za odločilno. VN Kanade je bila ena izmed najbolj dramatičnih dirk tega prvenstva. Kar štirikrat je namreč varnostni avto moral priti na progo, to pomeni, da je bilo mnogo trčenj. Tekmo je zmagal Lewis Hamilton in bila je njegova prva zmaga nasploh. Drugi je bil Heidfeld z BMW-jem, tretji pa presenetljivo Williamsov dirkač Alexander Wurz. Kaj pa Ferrariji? No, Raikkonen je bil peti, Massa pa diskvalificiran, ker je iz boksov zapeljal skozi rdečo luč. Ista usoda je doletela italijanskega voznika Renaulta Giancarla Fisichello. Nepozabna pa je bila huda nesreča poljskega voznika BMW-ja Roberta Kubice, ki se je pri več kot 300 km/h zaletel v zid. Po Kanadi je bila na sporedu VN ZDA. Pole je imel Hamilton, sledil pa mu je moštveni kolega Hamilton. Massa je štartal tretji, Raikkonen pa takoj za njim. Štart ni prinesel velikih sprememb, razen mogoče te, da je Heidfeldu uspelo prehiteti Raikkonena. Dirko je zmagal Hamilton in tako imel skupno dve zmagi, Alonso je bil drugi, kar pa je pomenilo, da je McLaren naredil že tretjo "doppietto" v sezoni. Massa je končal tekmo na tretjem mestu, pred moštvenim kolegom Raikkonenom. Substitut Kubice za to dirko Sebastian Vettel je v BMW-ju dosegel svoje prve točke v karieri s spodbudnim osmim mestom. V Franciji se je Ferrari končno prebudil in Massa je dosegel že četrto pole-position v sezoni, prehitel pa je Hamiltona in Raikkonena. Massa je štartal dobro, Raikkonen še bolje in takoj ugnal Hamiltona. Zdelo se je že, da bo zmagovalec Massa, vendar ga je Raikkonen z drugim postankom prehitel in tudi zmagal. Ferrari je osvojil prvo "doppietto" v sezoni, Hamilton je bil tretji, Alonso pa šele sedmi. Na skoraj polovici sezone je imel Hamilton veliko prednost, in sicer 64 točk, drugi je bil Alonso, ki jih je imel 50, Massa 47, Raikkonen pa 42. McLaren je vodil konstruktorsko prvenstvo s 114 točkami, Ferrari pa jih je imel le 89. Ostala moštva so bila že precej zadaj, še najboljši je bil BMW Sauber z 48 točkami.V Veliki Britaniji, na progi Silverstone, je iz poleja štartal Hamilton, ki je na kvalifikacijah premagal Raikkonena in Alonsa. Na štartu se ni nič spremenilo: potem, po drugem postanku v boksah, pa so McLarnovi boksarji naredili veliko napako, ki jih je stala prvenstva. Hamiltonu so namreč dali ukaz, da lahko spelje iz boksov, vendar mu mehaniki še niso sneli cevi za dolivanje goriva. To je Hamiltona stalo dragocenih sekund. Zmagal je Raikkonen, Alonso je bil drugi, Hamilton pa se je moral sprijazniti le s tretjim mestom. Naslednja dirka je bila Nürburgring, v Nemčiji. Raikkonen je dosegel najboljši štartni položaj. Na štartu VN je bilo oblačno in vsi so štartali z gumami za suho, čeprav so napovedovali dež. Edina izjema je bil dirkač Spykerja Markus Winkelhock. Že malo po štartu se je ulil dež. Ferrarija sta štartala dobro in vodila, za njimi pa je bil Alonso. Hamilton je imel težave z dirkalnikom in je bil nekje v sredini, na 12. mestu. Že po prvem krogu so morali v bokse - pri Ferrariju pa je Raikkonen moral prevoziti še en krog, drugače bi ga moral Massa v boksih čakati. Ker pa je vozil z gumami za suho, ga je kmalu prehitel Winkelhock, ki je imel gume Intermediate. Vodil je le nekaj krogov, dokler ga niso dohiteli vodilni. Nato je tudi odstopil. V drugem krogu pa so na prvem ovinku šli iz proge Button, Sutil, Rosberg, Liuzzi, Speed in Hamilton. Slednjega so z bagerjem potegnili iz peska, in tako je lahko nadaljeval. To ni bila lepa poteza do ostalih, ki so na istem ovinku šli ven, vendar tudi Hamilton na koncu ni dosegel točk in je bilo zato vse zaman. Dirko je še pet krogov pred koncem vodil Massa, nato pa je klonil Alonsu, ki ga je z malo izsiljenim manevrom prehitel in zmagal. Na koncu dirke so bile polemike in Massa je bil seveda jezen na Alonsov manever, vendar so bili rezultati potrjeni. Tretji je bil Avstralec Mark Webber v Red Bullu, Hamilton šele deveti, Raikkonen pa je odstopil. S to dirko je Hamilton prekinil izvrstno formo devetih zaporednih stopničk. Za Alonsa je bila to že tretja zmaga v sezoni 2007. Po Nemčiji so se je dogajanje preselilo v Madžarsko. Že med kvalifikacijami, tj. v zadnjem delu kvalifikacij (Q3), kjer se deset najboljših bojuje za pole-position, se je pripetilo nekaj nenavadnega. Alonso in Hamilton sta, kot tudi ostali, zapeljala v bokse približno dve minuti pred iztekom časa. Alonso pa je bil pred Hamiltonom, zato je moral Britanec malo počakati. Alonso pa je v boksah ostal tudi potem, ko so mu mehaniki že zdavnaj dali znak, naj gre. Alonso je to potezo izkoristil zato, da bi Hamilton ne mogel več izboljšati svojega časa. Komisarji pa so kasneje določili, da bo Alonso za kazen premeščen na 6. mesto in da je pole-position Hamiltonova. Na štartu je uspelo Hamiltonu pobegniti od ostalih, edino Raikkonen mu je uspel slediti. Massa na tej dirki ni blestel in zaradi tehnične težave je končal dirko šele na 13. mestu. Zmagal je Hamilton, ki je vknjižil tretjo zmago v sezoni in šesto za McLaren (skupaj z Alonsom). Drugi je bil Raikkonen, tretji pa Nemec Nick Heidfeld. V Turčiji pa je blestel Massa. Osvojil je pole, Hamilton je bil drugi, Raikkonen pa tretji. Massa je štartal zelo dobro, Raikkonen pa je že drugič v sezoni Hamiltona premagal na štartu. Zdelo se je, da bo tak tudi končni rezultat, vendar je imel Hamilton malo pred koncem težave s preluknjeno gumo. To je omogočilo Alonsu, da je zasedel 3. mesto, Hamilton pa je kljub težavi dirko končal peti. Pet dirk pred koncem svetovnega prvenstva je bilo stanje sledeče: Hamilton je vodil s 84. točkami, Alonso jih je imel 79, Massa 69, Raikkonen pa 68. McLaren je vodil s 163 točkami, Ferrari jih je imel le 137. Na naslednji dirki, v Italiji - na progi Monza, se je med petkovimi treningi Kimi Raikkonen silovito zabil v obrambne zidove in gume. To ga je stalo drago, saj je bil v nedeljo prisiljen dirkati z rezervnim, slabšim avtom. Med kvalifikacijami se je najbolj izkazal Fernando Alonso, ki je dosegel najboljši štartni položaj. Hamilton je bil takoj za njim, Massa pa je štartal tretji. Alonso je že takoj po štartu dal ostalim zelo hiter ritem, Massa je pridobil eno mesto, ki ga je tudi kmalu izgubil, potem ko je odstopil zaradi tehnične okvare. Raikkonena, ki je bil drugi, je Hamilton dolgo časa zasledoval, nato pa prehitel na prvi šikani. Dirko je zmagal Alonso, ki je tudi dosegel hat trick, drugi je bil Hamilton, ki je McLarnu omogočil še zadnjo "doppietto" v letu, in tudi zadnjo, vse do VN Kitajske 2010. Raikkonen je bil tretji. 16. septembra je bila na sporedu slavna VN Belgije, ki jo ima večina dirkačev za najljubšo progo. Raikkonen in Massa sta se najbolj izkazala v kvalifikacijah, in zasedla 1. in 2. štartno mesto. Hamilton je bil tretji, Alonso pa četrti. Oba Ferrarija sta štartala perfektno, Alonsu pa je uspelo prehitevanje na Hamiltona. Tekma se je končala s tretjo "doppietto" Ferrari, z Raikkonenom pred Masso, Alonsom in Hamiltonom. McLaren je bil po tej dirki zaradi Spy story izključen iz svetovnega prvenstva, tako da je Ferrari avtomatično zmagal svetovno prvenstvo zaradi dovolj velike prednosti pred BMW Sauberjem. Na Japonskem, na progi Fuji Speedway, je bil najboljši Lewis Hamilton, ki je štartal pred Alonsom, Raikkonenom in Masso. Na dan dirke je lilo kot iz škafa in zato se je dirka začela z varnostnim avtom. Hamilton je povedel, Alonso pa se je zabil v zid in odstopil. Massa se je dobro rešil trka z enim izmed Williamsov, Hamilton pa je preživel rahel trk in obračanje s Kubico. Malo pred koncem, ko je bil varnostni avto na stezi, je Hamilton naredil nesramnost. Upočasnil je in se delal, da ima težave. Webber, ki je bil za njim, se je skoraj ustavil, da ga ne bi prehitel. Vettel pa, ki je bil za Webbrom in očitno ni sledil dogajanju, se je z vso silo trčil v Avstralca. Oba sta odstopila po zaslugi Hamiltona, ki je dirko zmagal. Kovalainen je bil drugi, Raikkonen pa je dirlo končal na tretjem mestu. V zadnjem krogu je potekal tudi zanimiv dvoboj med Masso in Kubico. Massa je bil uspešnejši in zasedel 6. mesto, Kubica pa je bil sedmi. Adrian Sutil je s Spykerjem dosegel svojo prvo in edino točko v sezoni z osmim mestom. Na predzadnji dirki sezone, na Kitajskem, je Hamilton dosegel pole, ki bi mu, če bi zmagal, stoodstotno zagotovila dirkaški naslov. Vendar so se med tekmo stvari razvijale drugače. Raikkonen, ki je bil takoj za njim, je izkoristil napako Hamiltona in prišel v vodstvo. Hamilton je imel velike težave z zadnjo desno gumo, in moral je v bokse. Ko pa je šel vanje, je na ovinku šel preveč na široko in se zagozdil v pesek. Komisarji ga tokrat niso mogli izvleči izven peska, in zato je Hamilton odstopil. To je bil njegov prvi odstop v tej sezoni. Dirko je brez velikih težav zmagal Kimi Raikkonen, ki je med drugim dosegel dvestoto zmago za Ferrari, Alonso je bil drugi, Massa pa tretji. Toro Rosso je na tej tekmi osvojil vse točke te sezone: s Vettlom, ki je bil 4., in z Liuzzijem, ki je končal 6., so dobesedno slavili. Po dirki so imeli trije dirkači, in sicer Hamilton, Alonso in Raikkonen možnost, da postanejo prvaki. Prvi je imel 107 točk, drugi 103, tretji pa 100. Hamiltonu je v Braziliji zadostovala zmaga ali 2. mesto, pa bi bil prvak. Zgodilo pa se je ravno nasprotno. Massa je sicer štartal iz poleja, Raikkonen je že tretjič na štartu prehitel Hamiltona, isto pa je uspelo Alonsu. Hamilton je po Reti oposti na ovniku 4 šel iz proge in zgubljal mesta. Tri kroge zatem pa je imel težave z menjalnikom. Uspelo pa mu je nadaljevati, vendar se je trudil zaman. Raikkonen je namreč z drugim postankom prišel v vodstvo in zmagal dirko in postal svetovni prvak leta 2007. Massa je bil drugi in dopolnil četrto Ferrarijevo "doppietto" v sezoni. Alonso, ki je bil tretji, je imel na koncu minuto zaostanka. Hamilton, ki je bil 7., pa je bil en krog nazaj od Ferrarijev. Ferrari je slavil bodisi v dirkaškem kot v konstruktorskem prvenstvu, dosegel pa je 15. naslov v dirkaškem in 15. tudi v konstruktorskem prvenstvu. McLarnova voznika, Alonso in Hamilton, sta imela na koncu 109 točk, Raikkonen pa le 1 več, torej 110. Sezona 2007 se je tako končala z dvojnim zmagoslavjem Ferrarija.

## Rezultati

### Velike nagrade
| Št. | Ime                             | Dirkališče        | Datum         | Pole            | Naj. krog       | Zmag. dirkač    | Zmag. moštvo     | Poročilo |
| --- | ------------------------------- | ----------------- | ------------- | --------------- | --------------- | --------------- | ---------------- | -------- |
| 1   | Velika nagrada Avstralije       | Albert Park       | 18. marec     | Räikkönen       | Räikkönen       | Räikkönen       | Ferrari          | Poročilo |
| 2   | Velika nagrada Malezije         | Sepang            | 8. april      | Felipe Massa    | Lewis Hamilton  | Fernando Alonso | McLaren Mercedes | Poročilo |
| 3   | Velika nagrada Bahrajna         | Bahrain           | 15. april     | Felipe Massa    | Felipe Massa    | Felipe Massa    | Ferrari          | Poročilo |
| 4   | Velika nagrada Španije          | Catalunya         | 13. maj       | Felipe Massa    | Felipe Massa    | Felipe Massa    | Ferrari          | Poročilo |
| 5   | Velika nagrada Monaka           | Monaco            | 27. maj       | Fernando Alonso | Fernando Alonso | Fernando Alonso | McLaren-Mercedes | Poročilo |
| 6   | Velika nagrada Kanade           | Gilles Villeneuve | 10. junij     | Lewis Hamilton  | Fernando Alonso | Lewis Hamilton  | McLaren-Mercedes | Poročilo |
| 7   | Velika nagrada ZDA              | Indianapolis      | 17. junij     | Lewis Hamilton  | Kimi Raikkonen  | Lewis Hamilton  | McLaren-Mercedes | Poročilo |
| 8   | Velika nagrada Francije         | Magny-Cours       | 1. julij      | Felipe Massa    | Felipe Massa    | Kimi Räikkönen  | Ferrari          | Poročilo |
| 9   | Velika nagrada Velike Britanije | Silverstone       | 8. julij      | Lewis Hamilton  | Kimi Räikkönen  | Kimi Räikkönen  | Ferrari          | Poročilo |
| 10  | Velika nagrada Evrope           | Nürburgring       | 22. julij     | Kimi Räikkönen  | Felipe Massa    | Fernando Alonso | McLaren-Mercedes | Poročilo |
| 11  | Velika nagrada Madžarske        | Hungaroring       | 5. avgust     | Lewis Hamilton  | Kimi Räikkönen  | Lewis Hamilton  | McLaren-Mercedes | Poročilo |
| 12  | Velika nagrada Turčije          | Istanbul          | 26. avgust    | Felipe Massa    | Kimi Räikkönen  | Felipe Massa    | Ferrari          | Poročilo |
| 13  | Velika nagrada Italije          | Monza             | 9. september  | Fernando Alonso | Fernando Alonso | Fernando Alonso | McLaren-Mercedes | Poročilo |
| 14  | Velika nagrada Belgije          | Spa               | 16. september | Kimi Räikkönen  | Felipe Massa    | Kimi Räikkönen  | Ferrari          | Poročilo |
| 15  | Velika nagrada Japonske         | Fuji              | 30. september | Lewis Hamilton  | Lewis Hamilton  | Lewis Hamilton  | McLaren-Mercedes | Poročilo |
| 16  | Velika nagrada Kitajske         | Shanghai          | 7. oktober    | Lewis Hamilton  | Felipe Massa    | Kimi Räikkönen  | Ferrari          | Poročilo |
| 17  | Velika nagrada Brazilije        | Interlagos        | 21. oktober   | Felipe Massa    | Kimi Räikkönen  | Kimi Räikkönen  | Ferrari          | Poročilo |

- 19. avgusta 2006 je FIA objavila začasni koledar dirk za sezono 2007. Velika nagrada San Marina in Velika nagrada Evrope sta izpadla iz koledarja, Velika nagrada Belgije pa se po enem letu vrača.[30] 18. oktobra 2006 je bil izdan končen koledar dirk, ki je potrdil začasno različico.[31]
- Velika nagrada Evrope bo v sezoni 2007 potekala na dirkališču Nürburgring, v sezoni 2008 pa na dirkališču Hockenheim. Tudi v prihodnje si bosta dirkališči izmenjevali dirko.
- Pojavile so se govorice, da bi si lahko na podoben način dirko za Veliko nagrado Italije izmenjevali tudi dirkališči Monza in Imola, toda zdaj se zdi bolj verjetno, da bo v sezoni 2008 dirkališče Imola zopet gostilo dirko za Veliko nagrado San Marina.
- Po dvajsetih sezonah se Velika nagrada Japonske seli s Hondinega dirkališča Suzuka Circuit na prenovljeno Toyotino dirkališče Fuji Speedway, ki je nazadnje gostilo dirko v sezoni 1977.

### Dirkači
| Poz | Dirkač               | AVS | MAL | BAH | ŠPA | MON | KAN | ZDA | FRA | VB  | EU | MAD | TUR | ITA | BEL | JAP | KIT | BRA | Toč |
| --- | -------------------- | --- | --- | --- | --- | --- | --- | --- | --- | --- | -- | --- | --- | --- | --- | --- | --- | --- | --- |
| 1   | Kimi Räikkönen       | 1   | 3   | 3   | OD  | 8   | 5   | 4   | 1   | 1   | OD | 2   | 2   | 3   | 1   | 3   | 1   | 1   | 110 |
| 2   | Lewis Hamilton       | 3   | 2   | 2   | 2   | 2   | 1   | 1   | 3   | 3   | 9  | 1   | 5   | 2   | 4   | 1   | OD  | 7   | 109 |
| 3   | Fernando Alonso      | 2   | 1   | 5   | 3   | 1   | 7   | 2   | 7   | 2   | 1  | 4   | 3   | 1   | 3   | OD  | 2   | 3   | 109 |
| 4   | Felipe Massa         | 6   | 5   | 1   | 1   | 3   | DSQ | 3   | 2   | 5   | 2  | 13  | 1   | OD  | 2   | 6   | 3   | 2   | 94  |
| 5   | Nick Heidfeld        | 4   | 4   | 4   | OD  | 6   | 2   | OD  | 5   | 6   | 6  | 3   | 4   | 4   | 5   | 14† | 7   | 6   | 61  |
| 6   | Robert Kubica        | OD  | 18  | 6   | 4   | 5   | OD  | INJ | 4   | 4   | 7  | 5   | 8   | 5   | 9   | 7   | OD  | 5   | 39  |
| 7   | Heikki Kovalainen    | 10  | 8   | 9   | 7   | 13† | 4   | 5   | 15  | 7   | 8  | 8   | 6   | 7   | 8   | 2   | 9   | OD  | 30  |
| 8   | Giancarlo Fisichella | 5   | 6   | 8   | 9   | 4   | DSQ | 9   | 6   | 8   | 10 | 12  | 9   | 12  | OD  | 5   | 11  | OD  | 21  |
| 9   | Nico Rosberg         | 7   | OD  | 10  | 6   | 12  | 10  | 16† | 9   | 12  | OD | 7   | 7   | 6   | 6   | OD  | 16  | 4   | 20  |
| 10  | David Coulthard      | OD  | OD  | OD  | 5   | 14  | OD  | OD  | 13  | 11  | 5  | 11  | 10  | OD  | OD  | 4   | 8   | 9   | 14  |
| 11  | Alexander Wurz       | OD  | 9   | 11  | OD  | 7   | 3   | 10  | 14  | 13  | 4  | 14  | 11  | 13  | OD  | OD  | 12  |     | 13  |
| 12  | Mark Webber          | 13  | 10  | OD  | OD  | OD  | 9   | 7   | 12  | OD  | 3  | 9   | OD  | 9   | 7   | OD  | 10  | OD  | 10  |
| 13  | Jarno Trulli         | 9   | 7   | 7   | OD  | 15  | OD  | 6   | OD  | OD  | 13 | 10  | 16  | 11  | 11  | 13  | 13  | 8   | 8   |
| 14  | Sebastian Vettel     |     |     |     |     |     |     | 8   |     |     |    | 16  | 19  | 18  | OD  | OD  | 4   | OD  | 6   |
| 15  | Jenson Button        | 15  | 12  | OD  | 12  | 11  | OD  | 12  | 8   | 10  | OD | OD  | 13  | 8   | OD  | 11† | 5   | OD  | 6   |
| 16  | Ralf Schumacher      | 8   | 15  | 12  | OD  | 16  | 8   | OD  | 10  | OD  | OD | 6   | 12  | 15  | 10  | OD  | OD  | 11  | 5   |
| 17  | Takuma Sato          | 12  | 13  | OD  | 8   | 17  | 6   | OD  | 16  | 14  | OD | 15  | 18  | 16  | 15  | 15† | 14  | 12  | 4   |
| 18  | Vitantonio Liuzzi    | 14  | 17  | OD  | OD  | OD  | OD  | 17† | OD  | 16† | OD | OD  | 15  | 17  | 12  | 9   | 6   | 13  | 3   |
| 19  | Adrian Sutil         | 17  | OD  | 15  | 13  | OD  | OD  | 14  | 17  | OD  | OD | 17  | 21† | 19  | 14  | 8   | OD  | OD  | 1   |
| 20  | Rubens Barrichello   | 11  | 11  | 13  | 10  | 10  | 12  | OD  | 11  | 9   | 11 | 18  | 17  | 10  | 13  | 10  | 15  | OD  | 0   |
| 21  | Scott Speed          | OD  | 14  | OD  | OD  | 9   | OD  | 13  | OD  | OD  | OD |     |     |     |     |     |     |     | 0   |
| 22  | Kazuki Nakajima      |     |     |     |     |     |     |     |     |     |    |     |     |     |     |     |     | 10  | 0   |
| 23  | Anthony Davidson     | 16  | 16  | 16† | 11  | 18  | 11  | 11  | OD  | OD  | 12 | OD  | 14  | 14  | 16  | OD  | OD  | 14  | 0   |
| 24  | Sakon Yamamoto       |     |     |     |     |     |     |     |     |     |    | OD  | 20  | 20  | 17  | 12  | 17  | OD  | 0   |
| 25  | Christijan Albers    | OD  | OD  | 14  | 14  | 19† | OD  | 15  | OD  | 15  |    |     |     |     |     |     |     |     | 0   |
| —   | Markus Winkelhock    |     |     |     |     |     |     |     |     |     | OD |     |     |     |     |     |     |     | 0   |
| Poz | Dirkač               | AVS | MAL | BAH | ŠPA | MON | KAN | ZDA | FRA | VB  | EU | MAD | TUR | ITA | BEL | JAP | KIT | BRA | Toč |

| Barva        | Rezultat                                         |
| ------------ | ------------------------------------------------ |
| Zlata        | Zmagovalec                                       |
| Srebrna      | Drugouvrščeni                                    |
| Bronasta     | Tretjeuvrščeni                                   |
| Zelena       | Uvrščen v točkah                                 |
| Modra        | Uvrščen izven točk                               |
| Vijolična    | Ni uvrščen (Ret)                                 |
| Rdeča        | Ni kvalificiran (DNQ) Ni predkvalificiran (DNPQ) |
| Črna         | Diskvalificiran (DSQ)                            |
| Bela         | Ni startal (DNS)                                 |
| Svetlo modra | Le treniral (PO)                                 |
| Svetlo modra | Petkov testni dirkač (TD)                        |
| Prazna       | Ni treniral (DNP)                                |
| Prazna       | Poškodovan (Inj)                                 |
| Prazna       | Izločen (EX)                                     |
| Prazna       | Ni prišel (DNA)                                  |
| Prazna       | Ni dirkal                                        |

- † Dirkač je kljub odstopu uvrščen, ker je prevozil 90% razdalje dirke.

### Moštva
| Poz | Moštvo             | Št. dir. | AVS | MAL | BAH | ŠPA | MON | KAN | ZDA | FRA | VB  | EU  | MAD | TUR | ITA | BEL | JAP | KIT | BRA | Toč |
| --- | ------------------ | -------- | --- | --- | --- | --- | --- | --- | --- | --- | --- | --- | --- | --- | --- | --- | --- | --- | --- | --- |
| 1   | Ferrari            | 5        | 6   | 5   | 1   | 1   | 3   | DSQ | 3   | 2   | 5   | 2   | 13  | 1   | Ret | 2   | 6   | 3   | 2   | 204 |
| 1   | Ferrari            | 6        | 1   | 3   | 3   | OD  | 8   | 5   | 4   | 1   | 1   | OD  | 2   | 2   | 3   | 1   | 3   | 1   | 1   | 204 |
| 2   | BMW Sauber         | 9        | 4   | 4   | 4   | OD  | 6   | 2   | OD  | 5   | 6   | 6   | 3   | 4   | 4   | 5   | 14  | 7   | 6   | 101 |
| 2   | BMW Sauber         | 10       | OD  | 18  | 6   | 4   | 5   | OD  | 8   | 4   | 4   | 7   | 5   | 8   | 5   | 9   | 7   | OD  | 5   | 101 |
| 3   | Renault            | 3        | 5   | 6   | 8   | 9   | 4   | DSQ | 9   | 6   | 8   | 10  | 12  | 9   | 12  | Ret | 5   | 11  | Ret | 51  |
| 3   | Renault            | 4        | 10  | 8   | 9   | 7   | 13  | 4   | 5   | 15  | 7   | 8   | 8   | 6   | 7   | 8   | 2   | 9   | Ret | 51  |
| 4   | Williams-Toyota    | 16       | 7   | Ret | 10  | 6   | 12  | 10  | Ret | 9   | 12  | Ret | 7   | 7   | 6   | 6   | Ret | 16  | 4   | 33  |
| 4   | Williams-Toyota    | 17       | Ret | 9   | 11  | Ret | 7   | 3   | 10  | 14  | 13  | 4   | 14  | 11  | 13  | Ret | Ret | 12  | 10  | 33  |
| 5   | Red Bull-Renault   | 14       | Ret | Ret | Ret | 5   | 14  | Ret | Ret | 13  | 11  | 5   | 11  | 10  | Ret | Ret | 4   | 8   | 9   | 24  |
| 5   | Red Bull-Renault   | 15       | 13  | 10  | Ret | Ret | Ret | 9   | 7   | 12  | Ret | 3   | 9   | Ret | 9   | 7   | Ret | 10  | Ret | 24  |
| 6   | Toyota             | 11       | 8   | 15  | 12  | Ret | 16  | 8   | Ret | 10  | Ret | Ret | 6   | 12  | 15  | 10  | Ret | Ret | 11  | 13  |
| 6   | Toyota             | 12       | 9   | 7   | 7   | Ret | 15  | Ret | 6   | Ret | Ret | 13  | 10  | 16  | 11  | 11  | 13  | 13  | 8   | 13  |
| 7   | Toro Rosso-Ferrari | 18       | 14  | 17  | Ret | Ret | Ret | Ret | 17  | Ret | 16  | Ret | Ret | 15  | 17  | 12  | 9   | 6   | 13  | 8   |
| 7   | Toro Rosso-Ferrari | 19       | Ret | 14  | Ret | Ret | 9   | Ret | 13  | Ret | Ret | Ret | 16  | 19  | 18  | Ret | Ret | 4   | Ret | 8   |
| 8   | Honda              | 7        | 15  | 12  | Ret | 12  | 11  | Ret | 12  | 8   | 10  | Ret | Ret | 13  | 8   | Ret | 11  | 5   | Ret | 6   |
| 8   | Honda              | 8        | 11  | 11  | 13  | 10  | 10  | 12  | Ret | 11  | 9   | 11  | 18  | 17  | 10  | 13  | 10  | 15  | Ret | 6   |
| 9   | Super Aguri-Honda  | 22       | 12  | 13  | Ret | 8   | 17  | 6   | Ret | 16  | 14  | Ret | 15  | 18  | 16  | 15  | 15  | 14  | 12  | 4   |
| 9   | Super Aguri-Honda  | 23       | 16  | 16  | 16  | 11  | 18  | 11  | 11  | Ret | Ret | 12  | Ret | 14  | 14  | 16  | Ret | Ret | 14  | 4   |
| 10  | Spyker-Ferrari     | 20       | 17  | Ret | 15  | 13  | Ret | Ret | 15  | 17  | Ret | Ret | 17  | 21  | 19  | 14  | 8   | Ret | Ret | 1   |
| 10  | Spyker-Ferrari     | 21       | Ret | Ret | 14  | 14  | 19  | Ret | 14  | Ret | 15  | Ret | Ret | 20  | 20  | 17  | 12  | 17  | Ret | 1   |
| DSQ | McLaren-Mercedes   | 1        | 2   | 1   | 5   | 3   | 1   | 7   | 2   | 7   | 2   | 1   | 4   | 3   | 1   | 3   | Ret | 2   | 3   | 0   |
| DSQ | McLaren-Mercedes   | 2        | 3   | 2   | 2   | 2   | 2   | 1   | 1   | 3   | 3   | 9   | 1   | 5   | 2   | 4   | 1   | Ret | 7   | 0   |
| Poz | Moštvo             | Št. dir. | AVS | MAL | BAH | ŠPA | MON | KAN | ZDA | FRA | VB  | EU  | MAD | TUR | ITA | BEL | JAP | KIT | BRA | Toč |

| Barva        | Rezultat                                         |
| ------------ | ------------------------------------------------ |
| Zlata        | Zmagovalec                                       |
| Srebrna      | Drugouvrščeni                                    |
| Bronasta     | Tretjeuvrščeni                                   |
| Zelena       | Uvrščen v točkah                                 |
| Modra        | Uvrščen izven točk                               |
| Vijolična    | Ni uvrščen (Ret)                                 |
| Rdeča        | Ni kvalificiran (DNQ) Ni predkvalificiran (DNPQ) |
| Črna         | Diskvalificiran (DSQ)                            |
| Bela         | Ni startal (DNS)                                 |
| Svetlo modra | Le treniral (PO)                                 |
| Svetlo modra | Petkov testni dirkač (TD)                        |
| Prazna       | Ni treniral (DNP)                                |
| Prazna       | Poškodovan (Inj)                                 |
| Prazna       | Izločen (EX)                                     |
| Prazna       | Ni prišel (DNA)                                  |
| Prazna       | Ni dirkal                                        |

## Spremembe

### Spremembe pravil
- Čeprav je FIA načrtovala le enega opremljevalca s pnevmatikami šele v sezoni 2008, bo že v tej sezoni pa do sezone 2010 edini opremljevalec s pnevmatikami Bridgestone, ker se je edini preostali opremljevalec Michelin po sezoni 2006 umaknil iz športa.
- Pnevmatike bodo dobavljene v skladu s spremenjenimi Športnimi pravili, ki določajo da vsak dirkač dobi 14 kompletov pnevmatik za suho stezo na dirkaški konec tedna; od tega štiri komplete le za petkova treninga in deset za preostala dneva.
- Moštva, ki so končala predhodno sezono med petim in enajstim mestom v konstruktorske prvenstvu, ne bodo več upravičene do uporabe tretjega dirkalnika na petkovih treningih.[33] Prve štiri moštva že do sedaj niso imela te ugodnosti in tako tudi ostaja.
- Razvoj motorjev bo zamrznjen od Velike nagrade Japonske 2006, ti motorji bodo uporabljeni v sezonah 2007 in 2008. FIA imenuje tak ukrep homologanizanicja motorjev. Najprej je bil načrtovan za sezono 2008.[34]
- Vsi dirkalniki bodo imeli v cockpitu rdeče, modre in rumene luči, ki bodo dirkačem sporočale izobešene zastave na progi. Lučke morajo biti velike vsaj 5 mm in v normalni liniji pogleda dirkačev.[35]
- Dirkalniki bodo imeli nameščeno posebno varnostno luč, ki bo povezana s sistemom FIE za zgodnje ugotavljanje resnosti nesreče.[35]
- Petkova prosta treninga bosta iz ene ure razširjena na uro in pol. Vsa moštva bodo lahko tam nastopala z dvema dirkalnikoma, ki ju lahko vozita redna dirkača ali tretji dirkač.[36]
- Kazen za menjavo motorja ne bo veljala za petkove proste treninge.[36]
- Ko pride na stezo varnostni avto, se bo vhod v bokse zaprl dokler se vsi dirkači ne zvrstijo za varnostnim avtomobilom. Dirkači zaostali za krog ali več, ki so pred vsaj enim dirkačem, ki vozi v istem krogu, bodo prehiteli dirkače pred seboj in varnostni avtomobil ter se priključili ostalim z zadnjega dela.[36]
- Vsa moštva so se strinjala in se prostovoljno zavezala k omejitvi testiranj na 30,000 km letno, kar je bilo načrtovano šele za sezono 2008.

### Dirkaške spremembe
- Prvak sezon 2005 in 2006, Fernando Alonso, je po petih letih pri Renaultu pred to sezono prestopil v McLaren.
- Juan Pablo Montoya, ki je bil do Velike nagrada ZDA 2006 dirkač McLarna, bo v sezoni 2007 tekmoval v setiji NASCAR Nextel Cup in s tem zaključil svojo kariero v Formuli 1, kot je bilo oznanjeno 9. julija 2006.
- 2. avgusta 2006 je Williams da bo testni dirkač Alexander Wurz napredoval v stalnega dirkača in bo zamenjal Marka Webbra.
- 7. avgusta 2006 je Red Bull Racing najavil svoj dirkaški par za sezono 2007, to bosta David Coulthard in Mark Webber, ki je zamenjava za Christiana Kliena.
- 7. avgusta 2006 je BMW Sauber najavil, da je pogodba z Jacquesom Villeneuvom prekinjena in da ga bo do konca sezone nadomestil Robert Kubica. 19. oktobra je bilo oznanjeno, da bo Kubica tudi v sezoni 2007 stalni dirkč, Sebastian Vettel pa bo ostal testni dirkač. 21. decembra 2006 je BMW naznanil, da bo dirkač serije GP2, Timo Glock, opravljal vlogo drugega testnega dirkača.
- 6. septembra 2006 je Renault oznanil, da bo Heikki Kovalainen zamenjava za Fernanda Alonsa.
- 10. septembra 2006 je Scuderia Ferrari oznanil, da boKimi Räikkönen zamenjava za upokojenega Michaela Schumacherja.
- 15. novembra 2006 je Super Aguri najavil, da bo Anthony Davidson zamenjava za Sakona Yamamota.
- 24. novembra 2006 je McLaren najavil, da bo Lewis Hamilton njihov drugi dirkač.
- 21. decembra 2006 je Spyker oznanil, da bo Adrian Sutil njihov drugi dirkač.

### Spremembe pri moštvih
- Ferrarijem tehnični direktor , Ross Brawn, si bo med sezono 2007 vzel leto premora, po desetih sezonah dela za italijansko moštvo. Kasneje je bilo oznanjena, da naj bi Brawn zapustil Ferrari[37], čeprav naj bi želel v prihodnosti še delati za moštvo iz Maranella.
- McLaren se bo preimenoval v Vodafone McLaren Mercedes, po podpisu pogodbe z novim telekomunikacijskim sponzorjem ob koncu leta 2005.
- Po izgubi sponzorja Vodafone, bo Scuderia Ferrari sodeloval z znamko Alice podjetja Telecom Italia.
- Mild Seven ne bo obnovil pogodbe z Renaultom, zaradi zaostritve tobačnih zakonov v Evropski Uniji.[38]
- Lucky Strike in, tobačnega podjetja British American Tobacco, bo prenehal sponzorirati moštvo Honda F1, ki je tako izgubilo glavnega sponzorja.
- Williams bo namesto Cosworthovih motorjev tri leta uporabljal Toyotine.[39] V nasprotju z nekaterimi govoricami, motorji ne bodo nosili oznake Lexus.[40]
- 9. septembra 2006 bilo moštvo MF1 Racing uradno prodano nizozemsko-arabskem konzorciju, katerega lastnik je Michiel Mol, s finančno pomočjo družbe Spyker Cars. Moštvo je uradno preimenovano v Spyker MF1, oznako MF1 mora nositi zaradi določil Pogodbe Concorde.[41]
- 30. septembra 2006 je Spyker oznanil, da bodo uporabljali Ferrarijeve motorje.[42]
- 16. oktobra 2006 je Renault naznanil, da bo nizozemska bančna družba ING postala glavni sponzor moštva in nadomestila Mild Seven.[43]
- 20. oktobra 2006 je Williams oznanil, da bo AT&T njihov glavni sponzor.[44]
- 24. oktobra 2006 je Spyker oznanil, da bodo spremenili ime moštva Spyker MF1 Team v Spyker F1 za od sezone 2007 naprej, na kar so dala vsa moštva soglasje.[45][46]
- 31. oktobra 2006 je Red Bull potrdil, katere motoje bodo uporabljali za sezono 2007. Red Bull Racing bo uporabljal Renaultove, Scuderia Toro Rosso pa Ferrarijeve.[47]

## Izključitev McLarna iz konstruktorskega prvenstva
Moštvo McLaren Mercedes je bilo 13. septembra 2007 prvotno izključeno tako iz letošnjega prvenstva, kot tudi iz prvenstva v naslednji sezoni 2008, zaradi nezakonite pridobitve in uporabe 780-ih strani zaupnih Ferrarijevih podatkov, ki jih je že v aprilu pridobil glavni dizajner moštva Mike Coughlan. Toda na pritisk šefa Formule 1, Bernieja Ecclestona, je bila še isti dan kazen zmanjšana na izključitev iz letošnjega konstruktorskega prvenstva, 100 milijonov dolarjev kazni, decembra 2007 pa bo odločeno o morebitni kazni za naslednjo sezono 2008.